# Zielenice

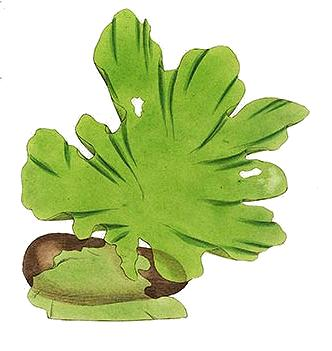
Watka Ulva lactuca zwana także sałatą morską. Ilustracja z: Sowerby's English botany, 1790-1814

Zielenice (Chlorophyta) – parafiletyczna grupa jednokomórkowych (o strukturze wiciowcowej, kapsalnej i kokoidalnej) lub wielokomórkowych, samożywnych roślin występujących w wodach słodkich i słonych, rzadko w środowisku lądowym – wówczas są to higrofity lub symbionty. Należy tu ok. 9000 gatunków. Swą polską nazwę wzięły od dominującej barwy chlorofilu a i b, występują jednak w nich również karoteny (α-, β- i γ-) i ksantofile (luteina, zeaksantyna, wiolaksantyna, neoksantyna, astaksantyna). Jako substancja zapasowa wykorzystywana jest głównie skrobia, a u niektórych również inulina lub podobne do niej związki, sacharoza, maltoza lub erytrytol. W ścianie komórkowej znajduje się celuloza, a czasem również mannany i ksylany. Zielenice stanowią jedną z trzech linii rozwojowych roślin (obok glaukofitów i krasnorostów). Współcześnie dzielone są na dwie lub cztery równorzędne grupy (gromady). W rygorystycznych ujęciach taksonomicznych do zielenic zaliczane są także rośliny lądowe, przy czym dla takiego ujęcia stosuje się odrębną nazwę rośliny zielone. Termin zielenice oznacza w aktualnym ujęciu wszystkie linie rozwojowe roślin zielonych po wyłączeniu z nich roślin lądowych.
Prawdopodobne skamieniałości wielokomórkowych zielenic opisane jako Proterocladus antiquus datowane są na około miliarda lat. Znaleziono je w chińskiej prowincji Liaoning.
W XIX wieku nazwa zielenica była stosowana jako polski odpowiednik nazwy rodzaju Conferva, obecnie niewyróżnianego.

## Rozmnażanie
U zielenic obserwuje się znaczną różnorodność procesów rozmnażania. Rozmnażają się zarówno bezpłciowo (poprzez podział komórki, fragmentację plechy, zoospory lub aplanospory) jak i płciowo. W zależności od stopnia rozwoju danego przedstawiciela, w procesie płciowym występują izogamia (najczęściej), anizogamia lub oogamia. U niektórych grup zachodzi przemiana pokoleń (izomorficzna lub heteromorficzna).

## Systematyka
Postęp jaki dokonał się w zakresie badań molekularnych w końcu XX w. i na początku XXI w. pozwolił na znaczącą przebudowę systematyki zielenic, tworzonej wcześniej głównie na podstawie analiz cech morfologicznych i cytologicznych. Odkryte powiązania filogenetyczne pozwalają na identyfikację taksonów monofiletycznych. Ze względu na parafiletyczny charakter samych zielenic, w rygorystycznych pod względem formalnym ujęciach systematycznych do grupy tej zaliczane są rośliny lądowe (Embryophytes), a zielenice dzielone są na 2 (według Lewisa i McCourta 2004 w randze gromad) lub 4 równorzędne grupy.
System zielenic według Lewisa i McCourta (2004):
Gromada: Chlorophyta
Podgromada: Chlorophytina
Klasa: Chlorophyceae
Rząd: Chlamydomonadales (obejmuje m.in. część dawnych Chlorococcales, Volvocales, Tetrasporales, Chlorosarcinales)
Rząd: Sphaeropleales (obejmuje m.in. część dawnych Chlorococcales)
Rząd: Oedogoniales – uwikłowce
Rząd: Chaetopeltidales
Klasa: Ulvophyceae – watkowe
Rząd: Ulotrichales – wstężnicowce
Rząd: Ulvales – watkowce
Rząd: Siphonocladales – syfonowce
Rząd: Caulerpales – pełzatkowce
Rząd: Dasycladales – dasykladowce
Rząd: †Cyclocrinales
Klasa: Trebouxiophyceae
Rząd: Trebouxiales
Rząd: Microthamniales
Rząd: Prasiolales
Rząd: Chlorellales (obejmuje część dawnych Chlorococcales)
Klasa: Prasinophyceae – prazynofity
Rząd: Pyramimonadales
Rząd: Mamiellales
Rząd: Pseudoscourfieldiales
Rząd: Chlorodendrales
Gromada: Charophyta
Klasa: Mesostigmatophyceae
Klasa: Chlorokybophyceae
Klasa: Klebsormidiophycae – klebsormidiofitowe
Klasa: Zygnemophyceae – zrostnice (sprzężnice)
Rząd: Zygnematales
Rząd: Desmidiales – (desmidie)
Klasa: Coleochaetophyceae
Rząd: Coleochaetales
Podgromada: Streptophytina
Klasa: Charophyceae – ramienicowe
Rząd: Charales – ramienicowce
Klasa: Embryophyceae – rośliny lądowe
Podział zielenic według Adla, Simpsona i innych (2005)

Podział odzwierciedla relacje filogenetyczne i nie ustala rang systematycznych dla podanych grup (kladów) zielenic. Nie odzwierciedla relacji między grupami należącymi do Charophyta z wyjątkiem Streptophytina.
- Chlorophyta Pascher 1914, emend. Lewis i McCourt 2004
  - Ulvophyceae Mattox i Stewart 1984
  - Trebouxiophyceae Friedl 1995
  - Chlorophyceae Christensen 1994
- Chlorodendrales Fritsch 1917
- Prasinophyceae Cavalier-Smith 1998, emend. Lewis i McCourt 2004
- Mesostigma Lauterborn 1894, emend. Lewis w Adl i in. 2005 (Mesostigmata)
- Charophyta Karol i in. 2001, emend. Lewis i McCourt 2004
  - (Chlorokybophyceae, Klebsormidiophycae, Zygnemophyceae, Coleochaetophyceae)
  - Streptophytina Lewis i McCourt 2004
    - Charales Lindley 1836 (Charophytae)
    - Plantae Hackel 1866